# Centro Oceanográfico de Vigo
El Centro Oceanográfico de Vigo, fundado en 1917, es uno de los nueve centros oceanográficos del Instituto Español de Oceanografía. Situado en la zona de Cabo Estai-Canido, Vigo (Pontevedra) España.
Consta de dos edificios: un edificio principal y un módulo de experiencias biológicas, dedicado fundamentalmente a la investigación sobre el cultivo de pescado.

## Funciones
Se trata de un Organismo Público de Investigación (OPI) dependiente de la Secretaría General de Investigación del Ministerio de Ciencia e Innovación de España. El Instituto Español de Oceanografía se dedica a la investigación en ciencias del mar, especialmente en lo relacionado con el conocimiento científico de los océanos, la sustentabilidad de los recursos pesqueros, el desenvolvimiento de los cultivos marinos y el respeto y protección del medio ambiente marino. El Instituto Español de Oceanografía representa a España en la mayoría de los foros científicos y tecnológicos internacionales relacionados con el mar y sus recursos.

## Historia
El Centro Oceanográfico de Vigo se inauguró el 2 de septiembre de 1917 con el nombre de Laboratorio Oceanográfico de Vigo. Su establecimiento ya estaba previsto cuando se creó el Instituto Español de Oceanografía (IEO) en 1914, pero su puesta en marcha real pudo realizarse gracias al impulso del Ayuntamiento de Vigo y de la Junta de Obras del Puerto de la ciudad.
El apoyo al establecimiento de un laboratorio biológico se debió fundamentalmente a la inquietud social ante un problema que preocupaba, en los primeros años del siglo XX, a los sectores productivos y la población en general, como fue la crisis de la sardina, por sus consecuencias sobre la economía y el empleo. Actualmente, más de 100 años después, la sardina y su escasez vuelven a preocupar a pescadores y científicos, y el centro sigue dedicando, como en sus inicios, un gran esfuerzo para conseguir un futuro sustentable de la explotación de esta y otras muchas especies de nuestros mares.
El Laboratorio Oceanográfico de Vigo se instaló en el pabellón de la Sociedad de Salvamento de Náufragos en la avenida de Montero Ríos (conocida localmente como "Las Avenidas"), siendo su primer director Fernando de Buen y Lozano.
Durante sus primeros años desenvolvió investigaciones tanto sobre pesca, especialmente de la sardina, como sobre oceanografía física y química, y se llevaron a cabo varias campañas de investigación a bordo de buques de la Marina de Guerra, ya que de aquellas no se contaba con barcos de investigación propios.

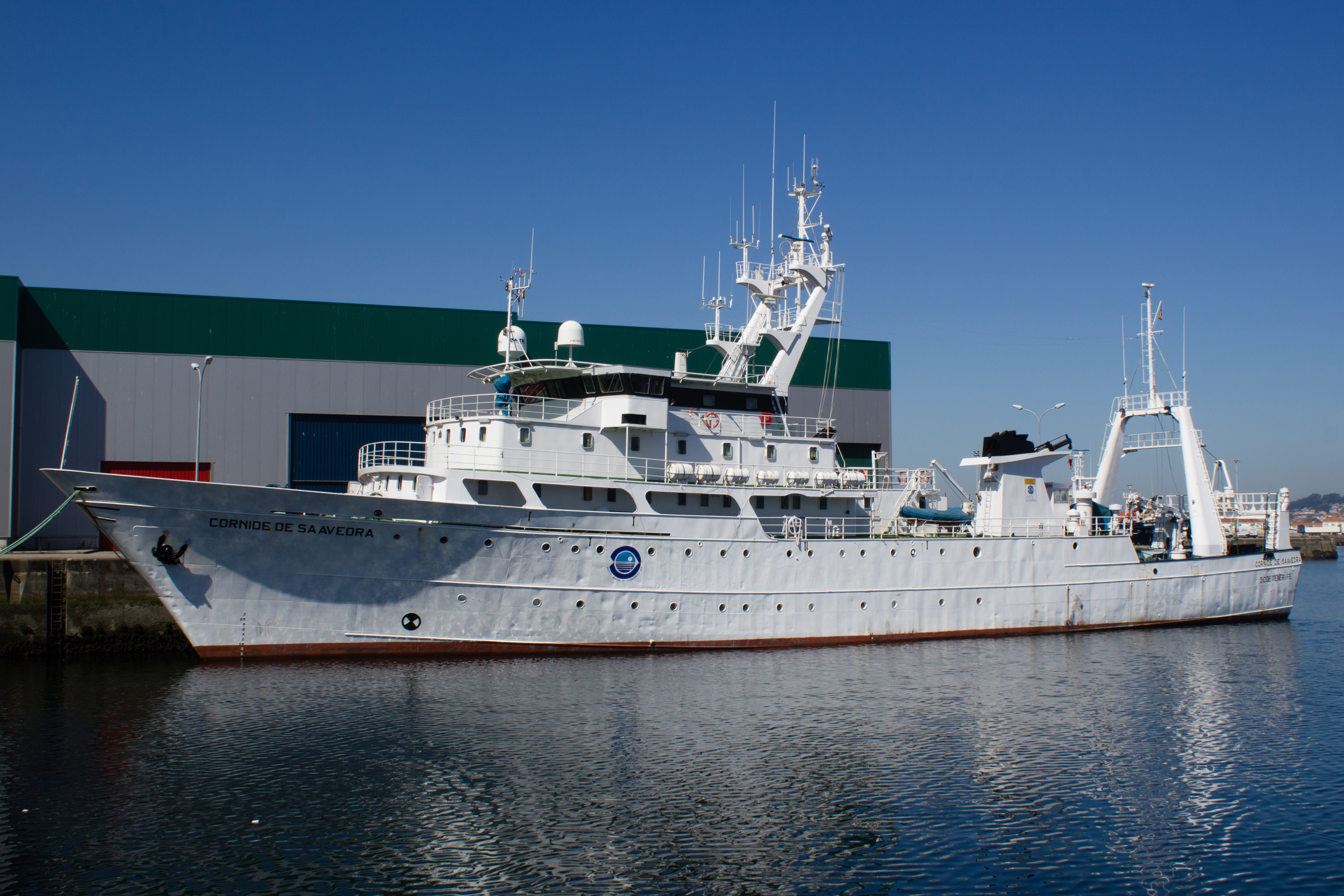
Buque oceanográfico Cornide de Saavedra.

Después de varios altibajos en su actividad, en 1935 el laboratorio se instala en la calle Nicolás Salmerón, conocida actualmente como Arenal, haciéndose cargo de su dirección José María Navaz. Desde ese momento el laboratorio se consolida y comienza su actividad de manera más firme.
En 1974 por necesidades de espacio, el laboratorio se traslada a la Avenida de Beiramar, donde continúa con sus trabajos de investigación, que son potenciados por nuevas incorporaciones de personal y medios, así como por el acceso al buque de investigación Cornide de Saavedra, con base en Vigo, lo que le permite llevar a cabo campañas de investigación en alta mar a lo largo de todo el año. Además, desde principios de la década de 1980, el centro oceanográfico cuenta con el buque José María Navaz para realizar trabajos en las rías y en la plataforma costera próxima. Es, a partir de esta etapa, cuando el centro orienta sus equipos de investigación en las áreas de conocimiento de la investigación pesquera, el medio marino y la protección ambiental, con especial énfasis en los aspectos de la contaminación y de las mareas rojas, de gran incidencia en las rías gallegas y la acuicultura.
En Beiramar continuó hasta 1987, año en el que se trasladó a su actual sede en Cabo Estai-Canido, donde cuenta con dos excelentes edificios diseñados expresamente para el Instituto Español de Oceanografía, uno dedicado a la investigación marina en general y otro a la investigación y experimentación sobre cultivos marinos. En estas nuevas instalaciones es en donde, ya con el nombre de Centro Oceanográfico de Vigo, consigue su gran despliegue llevando a cabo investigaciones marinas destacadas tanto a nivel nacional como internacional. En estas instalaciones continúa actualmente.

## Estructura administrativa
De la dirección dependen:
- Investigación.
  - Acuicultura.
  - Medio marino y protección ambiental.
  - Proyectos transversales.
  - Pesca.
- Servicios generales.
  - Administración.
  - Biblioteca.
  - Informática.
  - Mantenimiento.

La dirección del Centro Oceanográfico de Vigo es asumida por la doctora María Victoria Besada Montenegro, científica titular de OPIs.

## Premios y reconocimientos
- Medalla Castelao en 2017.

- Medalla de Oro de Vigo en 2017.[8]
- Vigués distinguido en 2007.